# David C. Lindberg
David Charles Lindberg (* 15. November 1935 in Minneapolis, Minnesota; † 6. Januar 2015 in Madison, Wisconsin) war ein US-amerikanischer Wissenschaftshistoriker, der sich vor allem mit der Geschichte der Physik (Optik) und der Beziehung Wissenschaft und Religion im Mittelalter und der Frühen Neuzeit befasste.
Lindberg studierte Physik am Wheaton College und an der Northwestern University und wurde 1965 in Wissenschaftsgeschichte und -philosophie an der Indiana University promoviert. Nach zwei Jahren an der University of Michigan war er ab 1967 an der University of Wisconsin–Madison, wo er Evjue-Bascom und später Hilldale Professor of the History of Science und Direktor des Institute for Research in Humanities (dessen Mitglied er seit 1975 war) war. 2001 wurde er emeritiert. 1970/71 war er am Institute for Advanced Study und er war ein Jahr Gastwissenschaftler an der Universität Oxford (St. Edmund Hall und Trinity College). Außerdem war er als Fellow am Bellagio Center der Rockefeller-Stiftung in Bellagio.
Er gab mehrere Werke von Roger Bacon heraus und schrieb Monographien über die  Geschichte der Optik in Mittelalter und früher Neuzeit.
Er war 1977/78 Guggenheim Fellow und Präsident der History of Science Society. Er ist Mitglied der Medieval Academy of America, der Renaissance Society of America und korrespondierendes Mitglied der Academie Internationale d’Histoire des Sciences. 1991 wurde er in die American Academy of Arts and Sciences gewählt.
1999 erhielt David C. Lindberg die George-Sarton-Medaille.
Lindberg starb an seiner Alzheimer-Krankheit in einem Pflegeheim. Er war 55 Jahre mit Greta Johnson verheiratet und hatte einen Sohn und eine Tochter.
Zu seinen Hobbys zählte Möbel-Tischlerei.

## Schriften
- The Beginnings of Western Science: The European Scientific Tradition in Philosophical, Religious, and Institutional Context, Prehistory to A.D. 1450, University of Chicago Press, 1992, 2. Auflage 2008
- John Pecham and the Science of Optics: Perspectiva Communis, University of Wisconsin Press 1970 (Lateinische Ausgabe und Übersetzung des Werkes von Pecham mit Einleitung und Kommentar)
- Theories of Vision from al-Kindi to Kepler, University of Chicago Press 1976; deutsch: Auge und Licht im Mittelalter. Die Entwicklung der Optik von Alkindi bis Kepler, übersetzt von Mathias Althoff, Suhrkamp, Frankfurt 1987, ISBN 3-518-57835-9
- Studies in the history of medieval optics, London, Variorum Reprints 1983
- Roger Bacon’s Philosophy of Nature: a critical edition, Oxford University Press 1983,  St. Augustine’s Press, South Bend, Indiana, 1998 (Lateinische Ausgabe und Übersetzung von De multiplicatione specierum und De speculis comburentibus von Bacon mit Kommentar)
- Roger Bacon and the Origins of Perspectiva in the Middle Ages: A Critical Edition and English Translation of Bacon’s Perspectiva, with Introduction and Notes, Oxford, Clarendon Press, 1996
- A catalogue of Medieval and Renaissance optical manuscripts, Toronto, Pontifical Institute of Mediaeval Studies, 1975
- The genesis of Kepler’s theory of light: Light metaphysics from Plotinus to Kepler, Osiris, N.S., Band 2, 1986, S. 5–46
- The theory of pinhole images from Antiquity to the 13. century, Archive Hist. Exact Sciences, Band 5, 1968, S. 154–176
- Al-Kindi’s Critique of Euclid’s Theory of Vision, Isis, Band 62, 1971, S. 469–489
- mit Margaret Ruth Williams: An introduction to the profession of medical technology, Philadelphia, Lea & Febiger 1975, 1979
- Im Oxford Dictionary of the Middle Ages, Oxford University Press 2010 (Herausgeber Robert E. Bjork) ist er für Artikel im Bereich Wissenschaftsgeschichte zuständig und schrieb unter anderem den Artikel Brillen und Linsen.

Als Herausgeber:
- Science in the Middle Ages, University of Chicago Press 1978
- Lindberg ist mit Ronald L. Numbers, Roy Porter, Katharine Park, Mary Jo Nye, Lorraine Daston, Theodore M. Porter, Dorothy Ross einer der Herausgeber der achtbändigen Cambridge History of Science, Cambridge University Press, ab 2009
- mit Ronald Numbers: God and Nature: Historical Essays on the Encounters between Christianity and Science, University of California Press 1986 (darin von Lindberg Science and the early church, S. 19–48)
- mit Robert S. Westman: Reappraisals of the Scientific Revolution, Cambridge University Press, 1990 (darin von Lindberg mit Westman die Einleitung und der Beitrag: Conceptions of the Scientific Revolution from Bacon to Butterfield: a preliminary sketch, S. 1–26)
- mit Ronald Numbers: When Science and Christianity Meet, University of Chicago Press 2003
- mit Geoffrey Cantor: The discourse of light from the Middle Ages to the Enlightment, Los Angeles, William Andrew Clark Memorial Library 1985 (darin von Lindberg: Laying the foundations of geometrical optics: Maurolio, Kepler and the Medieval Tradition)